# District de Kilwa
Pour les articles homonymes, voir Kilwa.

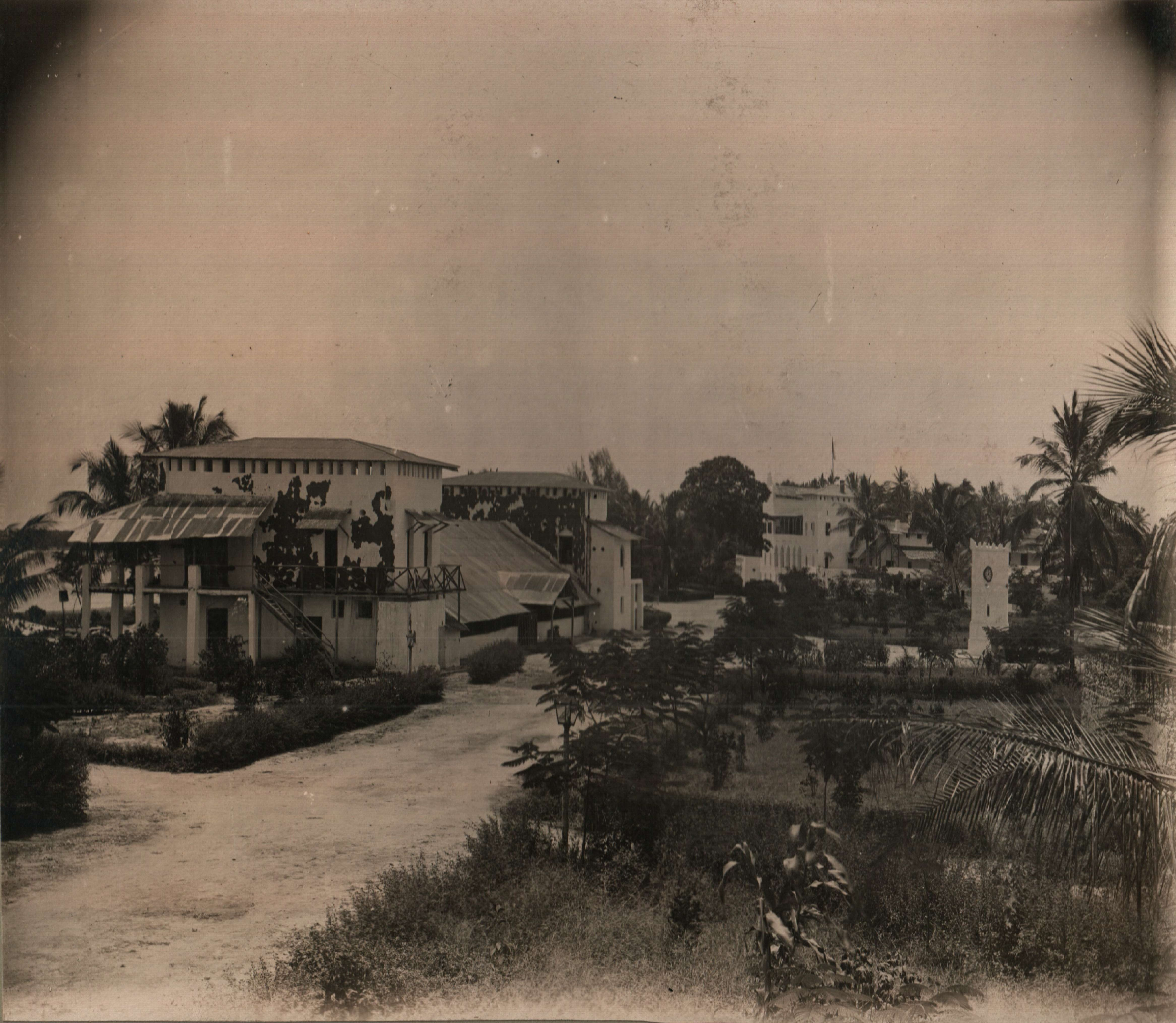
Service des douanes de Kilwa au début du XXe siècle

Le district de Kilwa est l'un des six districts de la région de Lindi en Tanzanie. 
Il est bordé au nord par la région de Pwani, à l'est par l'Océan Indien, au sud par le district rural de Lindi et à l'est par le district de Liwale. 

## Histoire
Le district a abrité le sultanat de Kilwa, qui recouvrait une partie du continent, et les îles de l'archipel de Kilwa qui est composé de trois îles sur lesquelles on trouve les ruines d'une communauté musulmane.
L'archipel de Kilwa comprend les îles suivantes :
- Kilwa Kisiwani, île principale, située très près du continent.
- Kilwa Kivinje
- Songo Mnara

## Cantons
Le district de Kilwa compte 20 cantons :
- Chumo
- Kandawale
- Kijumbi
- Kikole
- Kipatimu
- Kiranjeranje
- Kivinje Singino
- Lihimalyao
- Likawage
- Mandawa
- Masoko
- Miguruwe
- Mingumbi
- Miteja
- Nanjirinji
- Njinjo
- Pande
- Songosongo
- Tingi

## Démographie
Le dénombrement du Tanzania National Census de 2002, indique 171 850 habitants.